# Torsten Björlingsson
Torsten Georg Björlingsson, född 24 november 1912 i Borås, död 19 december 1986 i Hedvig Eleonora församling, Stockholm, var en svensk arkitekt.
Efter studentexamen i Jönköping 1931 utexaminerades Björlingsson från Kungliga Tekniska högskolan 1937 och från Kungliga Konsthögskolan 1941. Han var anställd på arkitektkontor i Stockholm (Cyrillus Johansson) från 1936, bedrev egen arkitektverksamhet från 1941 och var innehavare av Torsten Björlingsson Arkitektkontor AB i Stockholm och Avesta från 1958. Han blev byggnadsinspektör i Värmdö landskommun 1943, stadsarkitekt i Morastrands köping med norra Dalarna 1948, i Avesta-Krylbo 1950–58 samt i Krylbo och Malung från 1958. 
Björlingsson ligger begravd på Norra begravningsplatsen i Stockholm.